# Kanton Mornant
Der Kanton Mornant ist seit 1790 ein französischer Wahlkreis im Département Rhône in der Region Auvergne-Rhône-Alpes. Er umfasst 20 Gemeinden im Arrondissement Lyon und hat seinen Hauptort (frz.: bureau centralisateur) in Mornant. Durch die landesweite Neuordnung der französischen Kantone wurde er 2015 erheblich vergrößert.

## Gemeinden
Der Kanton besteht aus 19 Gemeinden mit insgesamt 43.326 Einwohnern (Stand: 2022) auf einer Gesamtfläche von 251,78 km²:
| Gemeinde               | Einwohner 1. Januar 2022 | Fläche km² | Dichte Einw./km² | Code INSEE | Postleitzahl |
| ---------------------- | ------------------------ | ---------- | ---------------- | ---------- | ------------ |
| Ampuis                 | 2.760                    | 15,57      | 177              | 69007      | 69420        |
| Beauvallon             | 4.198                    | 24,85      | 169              | 69179      | 69700        |
| Chabanière             | 4.274                    | 34,87      | 123              | 69228      | 42800        |
| Chaussan               | 1.215                    | 7,89       | 154              | 69051      | 69440        |
| Condrieu               | 3.945                    | 9,21       | 428              | 69064      | 69420        |
| Échalas                | 1.940                    | 20,95      | 93               | 69080      | 69700        |
| Les Haies              | 739                      | 15,97      | 46               | 69097      | 69420        |
| Loire-sur-Rhône        | 2.736                    | 16,60      | 165              | 69118      | 69700        |
| Longes                 | 951                      | 24,06      | 40               | 69119      | 69420        |
| Mornant                | 6.261                    | 15,76      | 397              | 69141      | 69440        |
| Riverie                | 307                      | 0,42       | 731              | 69166      | 69440        |
| Saint-Cyr-sur-le-Rhône | 1.273                    | 6,02       | 211              | 69193      | 69560        |
| Sainte-Colombe         | 1.994                    | 1,60       | 1.246            | 69189      | 69560        |
| Saint-Laurent-d’Agny   | 2.120                    | 10,55      | 201              | 69219      | 69440        |
| Saint-Romain-en-Gal    | 1.990                    | 13,39      | 149              | 69235      | 69560        |
| Saint-Romain-en-Gier   | 598                      | 4,05       | 148              | 69236      | 69700        |
| Soucieu-en-Jarrest     | 4.652                    | 14,20      | 328              | 69176      | 69510        |
| Trèves                 | 723                      | 7,56       | 96               | 69252      | 69420        |
| Tupin-et-Semons        | 650                      | 8,26       | 79               | 69253      | 69420        |
| Kanton Mornant         | 43.326                   | 251,78     | 172              | 6908       | –            |

Bis zur Neuordnung gehörten zum Kanton Mornant die 13 Gemeinden Chaussan, Mornant, Orliénas, Riverie, Rontalon, Saint-André-la-Côte, Saint-Didier-sous-Riverie, Saint-Laurent-d’Agny, Saint-Maurice-sur-Dargoire, Saint-Sorlin, Sainte-Catherine, Soucieu-en-Jarrest und Taluyers. Sein Zuschnitt entsprach einer Fläche von 133,40 km2. Er besaß vor 2015 einen anderen INSEE-Code als heute, nämlich 6924, und gehörte bis zur Schaffung der Métropole de Lyon zum Arrondissement Lyon.

## Veränderungen im Gemeindebestand seit der landesweiten Neuordnung der Kantone
2018: Fusion Chassagny (Kanton Saint-Symphorien-d’Ozon), Saint-Andéol-le-Château und Saint-Jean-de-Touslas  → Beauvallon
2017: Fusion Saint-Didier-sous-Riverie, Saint-Maurice-sur-Dargoire und Saint-Sorlin → Chabanière

## Politik
| Vertreter im Départementsrat | Vertreter im Départementsrat   | Vertreter im Départementsrat |
| Amtszeit                     | Namen                          | Partei                       |
| ---------------------------- | ------------------------------ | ---------------------------- |
| 1994–2015                    | Paul Delorme                   | FED                          |
| 2015–                        | Christiane Jury Renaud Pfeffer | Les Républicains             |